# Мягкий, Алексей Григорьевич
Алексе́й Григо́рьевич Мягкий (1877 — после 1912) — член Государственной думы 2-го и 3-го созывов от Томской губернии, крестьянин.

## Биография

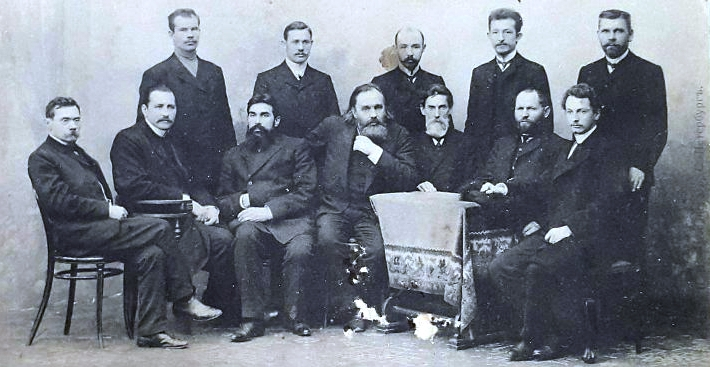
Сибирская группа членов III Государственной Думы. Стоят: А. Г. Мягкий (Томск.губ.), К. И. Молодцов (Тобольск.губ.), Н. К. Волков (Забайкальск.обл.), А. А. Войлошников (Забайкальск.обл.), А. И. Шило (Приморск. обл.); сидят: Н. Л. Скалозубов (Тобольск.губ.), Н. В. Некрасов (Томск.губ.), В. И. Дзюбинский (Тобольск.губ.), В. А. Караулов (Енисейск. губ.), В. К. Штильке (Томск.губ.), Н. А. Маньков (Амурск. и Уссурийск. каз. войска), Ф. Н. Чиликин (Амурск.обл.)

Православный, крестьянин села Веселый Яр Змеиногорского уезда Томской губернии. Родился в Полтавской губернии, откуда со своим отцом переселился в 1883 году в Кубанскую область, а в 1892 году — в Томскую губернию.
Окончил церковно-приходскую школу. Занимался земледелием (15 десятин) и скотоводством. Неоднократно избирался односельчанами доверенным в судебных процессах, принимал участие в землеустроительных комиссиях.
В мае 1907 года был избран членом II Государственной думы от общего состава выборщиков Томского губернского избирательного собрания. Входил в Трудовую группу и фракцию Крестьянского союза.
В декабре 1907 года был избран в III Государственную думу съездом уполномоченных от волостей Томской губернии. Входил в Трудовую группу. Состоял членом бюджетной и по местному самоуправлению комиссий. В 1912 году на волостном сходе баллотировался в уполномоченные от Локтевской волости по выборам в Государственную думу IV созыва, но избран не был.
Дальнейшая судьба неизвестна. Был женат.